# Gabriel Vargas (futbolista)
Gabriel Alejandro Vargas Venegas (Concepción, Región del Biobío, Chile, 8 de diciembre de 1983) es un exfutbolista chileno. Jugaba de delantero y su último equipo fue Deportes Concepción

## Trayectoria
Arrancó su carrera defendiendo los colores de Deportes Concepción en la Primera División 2001, debutando con el equipo que participó también en la Copa Libertadores 2001, demostrando proyección como jugador joven. Para el siguiente año desciende a la Primera B, tras una mala campaña que se genera por problemas económicos, en donde el club arma la mayoría del plantel con juveniles, y en el 2003 ya comienza su etapa de marcar goles en una campaña que los deja en 5° lugar. Deportes Concepción logra el subcampeonato de la Primera B 2004, detrás de Deportes Melipilla, y regresa a Primera División, en la que Vargas disputa la temporada siguiente.
Para el 2006 llega a Deportes Puerto Montt con un muy buen paso en el equipo, sobre todo en el Clausura 2006, donde llegan a los play-off, cayendo con Colo-Colo, en cuartos de final. Tras aquello, fue adquirido por Cobresal para la temporada 2007, con buenos resultados tanto personales como colectivos, en el Apertura logran una buena posición y en el Clausura clasifican a play-offs, eliminados por la Universidad de Chile en cuartos de final, en un torneo en el que Vargas anotó la buena cantidad de 12 goles.
Posteriormente fue contratado por Universidad de Concepción, formando una dupla muy eficaz junto a Julio César Laffatigue (con quien hizo dupla, anteriormente, en Deportes Concepción y Cobresal). Allí permanece dos años, y gana su primer título, la Copa Chile 2008-09 en definición ante Deportes Ovalle, partido en el cual anotó el gol del empate.
Para el año 2010 es fichado por tres temporadas en Universidad de Chile. En su primer año en la "U" jugó poco pero fue parte de la gran campaña en la Copa Libertadores, luego en el primer semestre del 2011 le ocurrió lo mismo aunque marca 4 tantos que contribuyeron con su granito de arena para que el club se corone campeón del Apertura 2011. Posteriormente fue vital en la clasificación del club universitario a la Copa Sudamericana, tras anotar un gol cuando el equipo perdía frente a Deportes Concepción. En el torneo continental participó en las llaves contra Fénix y Nacional, entrando generalmente desde la banca, y donde finalmente "la U" obtiene su primer título internacional, mientras que en el Clausura 2011 también pone lo suyo, en donde anota 7 goles, sin ser titular indiscutido. Para la temporada 2012 regresa a la Universidad de Concepción, tras no ser considerado por el DT Jorge Sampaoli.

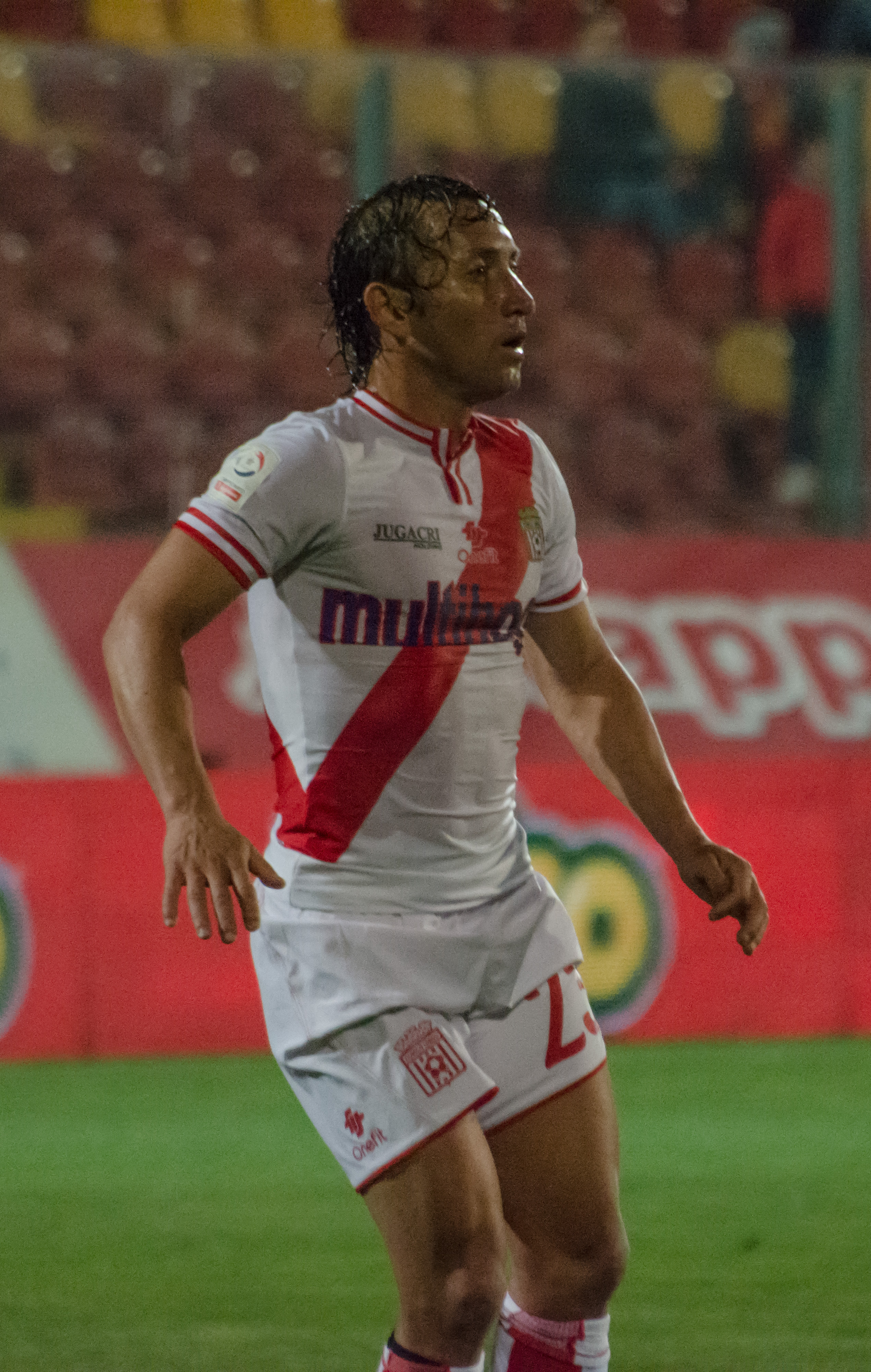
Vargas jugando por Curicó Unido, en 2019.

En su segunda etapa en la institución penquista permaneció hasta el 2016, etapa en la que se coronó como campeón del Transición de Primera B 2013, con 6 goles anotados, cerca de los goleadores del torneo, y ascendiendo así a la Primera División, y además campeón de la Copa Chile 2014-15 ganando la final a Palestino, en el Estadio Fiscal de Talca. En total, Vargas se convirtió en el goleador histórico del cuadro Campanil, con 108 tantos convertidos en sus dos períodos en el club.
En el segundo semestre del 2016 cruzó la cordillera y aterrizó en Patronato de la Primera División de Argentina. En el equipo trasandino jugó 14 partidos y anotó un gol, siendo su víctima River Plate.
Luego de esa poca fortuita experiencia en el extranjero, regresó al país para incorporarse a Curicó Unido en su peregrinaje por la Primera División. En un principio su rendimiento fue muy bajo, lo cual no tenía contentos a los hinchas del club tortero, pero en el torneo de Primera División 2018 sus números mejoraron un poco, y se ganó el respeto de la hinchada curicana al momento de dejar la institución a fines de 2019, tras 12 goles en 66 partidos.
Fichó por Deportes Concepción, para afrontar la Segunda División Profesional 2020, volviendo al club que lo vio nacer como profesional, luego de 15 años de su último período en el conjunto lila, extendiendo su gran trayectoria que lo tiene actualmente como el segundo goleador activo en torneos nacionales de Primera División, tras Esteban Paredes. El 5 de enero de 2021, "El arcángel" anotó el gol 200 de su carrera como futbolista profesional, ante San Antonio Unido.
El 7 de noviembre de 2024, a través de una conferencia de prensa, Gabriel Vargas anuncia su retiro del futbol, siendo su último club Deportes Concepción el mismo club que lo vio debutar. 

## Selección nacional
Ha participado solo en una ocasión por la Selección de Chile, en el Campeonato Sudamericano Sub-16 del 2000, realizado en Cañete, en donde fue el goleador del torneo con cinco goles en siete partidos y logra con la escuadra el 4° lugar.

## Estadísticas

### Clubes
| Club                              | Div.          | Temporada     | Liga  | Liga  | Liga   | Copas nacionales | Copas nacionales | Copas nacionales | Torneos internacionales | Torneos internacionales | Torneos internacionales | Total | Total | Total  |
| Club                              | Div.          | Temporada     | Part. | Goles | Asist. | Part.            | Goles            | Asist.           | Part.                   | Goles                   | Asist.                  | Part. | Goles | Asist. |
| --------------------------------- | ------------- | ------------- | ----- | ----- | ------ | ---------------- | ---------------- | ---------------- | ----------------------- | ----------------------- | ----------------------- | ----- | ----- | ------ |
| Deportes Concepción · Chile       | 1.ª           | 2001          | 5     | 1     | 0      | —                | —                | —                | —                       | —                       | —                       | 5     | 1     | 0      |
| Deportes Concepción · Chile       | 1.ª           | 2002          | 24    | 2     | 5      | —                | —                | —                | —                       | —                       | —                       | 24    | 2     | 5      |
| Deportes Concepción · Chile       | 2.ª           | 2003          | 29    | 7     | 7      | 1                | 0                | 0                | —                       | —                       | —                       | 30    | 7     | 7      |
| Deportes Concepción · Chile       | 2.ª           | 2004          | 29    | 8     | 6      | —                | —                | —                | —                       | —                       | —                       | 29    | 8     | 6      |
| Deportes Concepción · Chile       | 1.ª           | 2005          | 21    | 2     | 0      | —                | —                | —                | —                       | —                       | —                       | 21    | 2     | 0      |
| Deportes Puerto Montt · Chile     | 1.ª           | 2006          | 34    | 7     | 3      | —                | —                | —                | —                       | —                       | —                       | 34    | 7     | 3      |
| Deportes Puerto Montt · Chile     | Total club    | Total club    | 34    | 7     | 3      | 0                | 0                | 0                | 0                       | 0                       | 0                       | 34    | 7     | 3      |
| Cobresal · Chile                  | 1.ª           | 2007          | 32    | 17    | 6      | —                | —                | —                | —                       | —                       | —                       | 32    | 17    | 6      |
| Cobresal · Chile                  | Total club    | Total club    | 32    | 17    | 6      | 0                | 0                | 0                | 0                       | 0                       | 0                       | 32    | 17    | 6      |
| Universidad de Concepción · Chile | 1.ª           | 2008          | 24    | 17    | 6      | 7                | 4                | 1                | —                       | —                       | —                       | 31    | 21    | 7      |
| Universidad de Concepción · Chile | 1.ª           | 2009          | 34    | 20    | 4      | 5                | 3                | 0                | —                       | —                       | —                       | 39    | 23    | 4      |
| Universidad de Chile · Chile      | 1.ª           | 2010          | 22    | 11    | 2      | 6                | 6                | 0                | 2                       | 0                       | 0                       | 30    | 17    | 2      |
| Universidad de Chile · Chile      | 1.ª           | 2011          | 22    | 11    | 1      | 7                | 1                | 1                | 3                       | 0                       | 0                       | 32    | 12    | 2      |
| Universidad de Chile · Chile      | Total club    | Total club    | 44    | 22    | 3      | 13               | 7                | 1                | 5                       | 0                       | 0                       | 62    | 29    | 4      |
| Universidad de Concepción · Chile | 1.ª           | 2012          | 24    | 12    | 1      | 7                | 5                | 0                | —                       | —                       | —                       | 31    | 17    | 1      |
| Universidad de Concepción · Chile | 2.ª           | 2013          | 16    | 6     | 1      | —                | —                | —                | —                       | —                       | —                       | 16    | 6     | 1      |
| Universidad de Concepción · Chile | 1.ª           | 2013-14       | 32    | 10    | 5      | 7                | 2                | 0                | —                       | —                       | —                       | 39    | 12    | 5      |
| Universidad de Concepción · Chile | 1.ª           | 2014-15       | 32    | 14    | 2      | 12               | 2                | 0                | —                       | —                       | —                       | 44    | 16    | 2      |
| Universidad de Concepción · Chile | 1.ª           | 2015-16       | 26    | 10    | 1      | 10               | 2                | 1                | 2                       | 1                       | 0                       | 38    | 13    | 2      |
| Universidad de Concepción · Chile | 1.ª           | 2016          | 1     | 0     | 0      | —                | —                | —                | —                       | —                       | —                       | 1     | 0     | 0      |
| Universidad de Concepción · Chile | Total club    | Total club    | 189   | 89    | 20     | 48               | 18               | 2                | 2                       | 1                       | 0                       | 239   | 108   | 22     |
| Patronato Argentina               | 1.ª           | 2016-17       | 14    | 1     | 0      | —                | —                | —                | —                       | —                       | —                       | 14    | 1     | 0      |
| Patronato Argentina               | Total club    | Total club    | 14    | 1     | 0      | 0                | 0                | 0                | 0                       | 0                       | 0                       | 14    | 1     | 0      |
| Curicó Unido · Chile              | 1.ª           | 2017          | 11    | 0     | 1      | 5                | 2                | 0                | —                       | —                       | —                       | 16    | 2     | 1      |
| Curicó Unido · Chile              | 1.ª           | 2018          | 26    | 8     | 0      | 4                | 1                | 1                | —                       | —                       | —                       | 30    | 9     | 1      |
| Curicó Unido · Chile              | 1.ª           | 2019          | 20    | 1     | 0      | —                | —                | —                | —                       | —                       | —                       | 20    | 1     | 0      |
| Curicó Unido · Chile              | Total club    | Total club    | 57    | 9     | 1      | 9                | 3                | 1                | 0                       | 0                       | 0                       | 66    | 12    | 2      |
| Deportes Concepción · Chile       | 3.ª           | 2020          | 20    | 7     | 4      | —                | —                | —                | —                       | —                       | —                       | 20    | 7     | 4      |
| Deportes Concepción · Chile       | 3.ª           | 2021          | 19    | 5     | 2      | 4                | 0                | 1                | —                       | —                       | —                       | 23    | 5     | 3      |
| Deportes Concepción · Chile       | 3.ª           | 2022          | 18    | 3     | 0      | 1                | 0                | 0                | —                       | —                       | —                       | 19    | 3     | 0      |
| Deportes Concepción · Chile       | 3.ª           | 2023          | 18    | 5     | 2      | —                | —                | —                | —                       | —                       | —                       | 18    | 5     | 2      |
| Deportes Concepción · Chile       | 3.ª           | 2024          | 18    | 1     | 1      | 1                | 0                | 0                | —                       | —                       | —                       | 19    | 1     | 1      |
| Deportes Concepción · Chile       | Total club    | Total club    | 201   | 41    | 27     | 7                | 0                | 1                | 0                       | 0                       | 0                       | 208   | 41    | 28     |
| Total carrera                     | Total carrera | Total carrera | 571   | 186   | 60     | 77               | 28               | 5                | 7                       | 1                       | 0                       | 655   | 215   | 65     |
| 1. 2. 3.                          |               |               |       |       |        |                  |                  |                  |                         |                         |                         |       |       |        |

### Selección
| Selección      | Temporada     | Amistosos | Amistosos | Amistosos | Sudamérica | Sudamérica | Sudamérica | Mundial | Mundial | Mundial | Total | Total | Total  |
| Selección      | Temporada     | Part.     | Goles     | Asist.    | Part.      | Goles      | Asist.     | Part.   | Goles   | Asist.  | Part. | Goles | Asist. |
| -------------- | ------------- | --------- | --------- | --------- | ---------- | ---------- | ---------- | ------- | ------- | ------- | ----- | ----- | ------ |
| Sub-16 · Chile | xx            | —         | —         | —         | 7          | 5          | 4          | —       | —       | —       | 7     | 5     | 4      |
| Sub-16 · Chile | Total         | 0         | 0         | 0         | 7          | 5          | 4          | 0       | 0       | 0       | 7     | 5     | 4      |
| Total carrera  | Total carrera | 0         | 0         | 0         | 7          | 5          | 4          | 0       | 0       | 0       | 7     | 5     | 4      |
| 1.             |               |           |           |           |            |            |            |         |         |         |       |       |        |

### Resumen estadístico
| Competición               | Partidos | Goles | Asistencias |
| ------------------------- | -------- | ----- | ----------- |
| Primera División de Chile | 404      | 144   | 37          |
| Primera B de Chile        | 74       | 21    | 14          |
| Segunda División de Chile | 93       | 21    | 9           |
| Copas nacionales          | 77       | 28    | 5           |
| Copas internacionales     | 7        | 1     | 0           |
| Selección sub-16          | 7        | 5     | 4           |
| Total                     | 662      | 220   | 69          |

### Tripletes
| Partidos en los que anotó tres o más goles | Partidos en los que anotó tres o más goles | Partidos en los que anotó tres o más goles | Partidos en los que anotó tres o más goles    | Partidos en los que anotó tres o más goles | Partidos en los que anotó tres o más goles | Partidos en los que anotó tres o más goles |
| N.º                                        | Fecha                                      | Estadio                                    | Partido                                       | Goles                                      | Resultado                                  | Competición                                |
| ------------------------------------------ | ------------------------------------------ | ------------------------------------------ | --------------------------------------------- | ------------------------------------------ | ------------------------------------------ | ------------------------------------------ |
| 1                                          | 4 de abril de 2004                         | Federico Schwager, Coronel                 | Lota Schwager - Deportes Concepción           |                                            | 2 - 3                                      | Primera B de Chile 2004                    |
| 2                                          | 23 de febrero de 2008                      | Rubén Marcos Peralta, Osorno               | Provincial Osorno - Universidad de Concepción |                                            | 1 - 3                                      | Apertura 2008                              |
| 3                                          | 10 de mayo de 2009                         | Nelson Oyarzún, Chillán                    | Ñublense - Universidad de Concepción          |                                            | 2 - 3                                      | Apertura 2009                              |
| 4                                          | 25 de noviembre de 2009                    | Monumental, Macul                          | Colo-Colo - Universidad de Concepción         |                                            | 4 - 3                                      | Clausura 2009                              |
| 5                                          | 12 de septiembre de 2012                   | Ramón Unzaga Asla, Talcahuano              | Universidad de Concepción - Iberia            |                                            | 4 - 3                                      | Copa Chile 2012-13                         |
| 6                                          | 16 de agosto de 2014                       | Municipal de Yumbel, Yumbel                | Universidad de Concepción - AC Barnechea      |                                            | 3 - 2                                      | Clausura 2014                              |

## Palmarés

### Campeonatos nacionales
| Título                    | Club                      | País  | Año     |
| ------------------------- | ------------------------- | ----- | ------- |
| Copa Chile                | Universidad de Concepción | Chile | 2008-09 |
| Primera División de Chile | Universidad de Chile      | Chile | 2011-A  |
| Primera División de Chile | Universidad de Chile      | Chile | 2011-C  |
| Primera B de Chile        | Universidad de Concepción | Chile | 2013-T  |
| Copa Chile                | Universidad de Concepción | Chile | 2014-15 |
| Segunda División          | Deportes Concepción       | Chile | 2024    |

|}

### Campeonatos internacionales
| Título            | Club                 | País  | Año  |
| ----------------- | -------------------- | ----- | ---- |
| Copa Sudamericana | Universidad de Chile | Chile | 2011 |

### Distinciones individuales
| Distinción                                 | Año  |
| ------------------------------------------ | ---- |
| Goleador del Sudamericano Sub-16           | 2000 |
| Máximo goleador histórico                  | 2016 |
| Parte del Equipo Ideal de El Gráfico Chile | 2015 |